# Unk
Anthony Platt, más conocido como Unk (Atlanta, Georgia, Estados Unidos; 28 de marzo de 1982 - Orlando, Florida, Estados Unidos; 24 de enero de 2025), fue un DJ y rapero estadounidense.[cita requerida]

## Biografía
Comenzó a grabar en abril de 1998. Tras reunirse con DJ Jelly y DJ Montay, formó su propio grupo de DJs, llamado Southern Style DJs. Actuaron en fiestas de instituto, en conciertos y en otros eventos en el estado de Georgia. En 2000, Unk firmó por su sello discográfico, Big Oomp Records. Unk saltó a la fama en 2006 con los éxitos "Walk It Out" y "2 Step" de su primer álbum Beat'n Down Yo Block!. En el 2008 lanzó al mercado su segundo álbum de estudio, 2econd Season, que no tuvo la misma repercusión que su antecesor.

## Discografía

### Álbumes de estudio
| Año  | Título                                                                                 | Posiciones en lista | Posiciones en lista | Posiciones en lista | Posiciones en lista | Posiciones en lista |              |
| Año  | Título                                                                                 | U.S. 200            | U.S. R&B            | U.S. Rap            | U.S. Heat           | U.S. Ind.           |              |
| ---- | -------------------------------------------------------------------------------------- | ------------------- | ------------------- | ------------------- | ------------------- | ------------------- | ------------ |
| 2006 | Beat'n Down Yo Block - Sello: Big Oomp / KOCH                                          | 109                 | 21                  | 8                   | 1                   | 5                   |              |
| 2008 | 2econd Season - Sello: KOCH / Oomp Camp                                                | 104                 | 15                  | 6                   | 1                   | 9                   |              |
| TBA  | Third Times The Charm: Go Hard or Go Home - Fecha de lanzamiento: Desconocida - Sello: | Próximamente        | Próximamente        | Próximamente        | Próximamente        | Próximamente        | Próximamente |

### Mixtapes
- 2009: Itsago The Mixtape Vol.1
- 2009: Smoke On
- 2009: ATL Off Da Chain

### Sencillos
| Año  | Sencillo                                 | U.S. 100 | U.S. R&B | U.S. Rap | U.S. Pop | Álbum                                     |
| ---- | ---------------------------------------- | -------- | -------- | -------- | -------- | ----------------------------------------- |
| 2006 | "Walk It Out"                            | 10       | 2        | 2        | 22       | Beat'n Down Yo Block!                     |
| 2006 | "2 Step"                                 | 24       | 9        | 4        | 32       | Beat'n Down Yo Block!                     |
| 2006 | "Hit the Dance Floor" (featuring Baby D) | —        | 84       | —        | —        | Beat'n Down Yo Block!                     |
| 2008 | "Show Out"                               | —        | 46       | 17       | —        | 2econd Season                             |
| 2012 | "Trap It Out"                            | —        | —        | —        | —        | Third Times The Charm: Go Hard or Go Home |
| 2013 | "Get Em Up"                              | —        | —        | —        | —        | Third Times The Charm: Go Hard or Go Home |
| 2013 | "Have a Toast" (featuring Louis Rocc)    | —        | —        | —        | —        | Third Times The Charm: Go Hard or Go Home |
| 2014 | "Wait"                                   | —        | —        | —        | —        | Third Times The Charm: Go Hard or Go Home |

#### Como colaborador
| "Video" (Johntá Austin featuring Unk)              | 2007 | —  | Gangsta Shit |
| "Rock On (Do the Rockman)" (Montana featuring Unk) | 2007 | 64 | Gangsta Shit |
| "I'd Rather" (Three 6 Mafia featuring Unk)         | 2008 | 98 | Last 2 Walk  |
| "—" denota que no alcanzó las listas de ventas.    |      |    |              |